# Kanad
Kanad é uma cidade e uma nagar panchayat no distrito de Shajapur, no estado indiano de Madhya Pradesh.

## Demografia
Segundo o censo de 2001, Kanad tinha uma população de 8650 habitantes. Os indivíduos do sexo masculino constituem 52% da população e os do sexo feminino 48%. Kanad tem uma taxa de literacia de 61%, superior à média nacional de 59,5%: a literacia no sexo masculino é de 73% e no sexo feminino é de 48%. Em Kanad, 17% da população está abaixo dos 6 anos de idade.